# Nestor Motion Picture Company
Nestor Studio, також відома як Nestor Motion Picture Company і Nestor Film Company — перша в історії Голлівуду кіностудія, заснована в 1911 році братами Девідом і Вільямом Горслі.

## Історія
Nestor Film Company була заснована як виробничий підрозділ на Західному узбережжі кінокомпанії Centaur Film Company з міста Байонн, штату Нью-Джерсі. Засновниками та власниками якої були брати Девід та Вільям Горслі.
27 жовтня 1911 року компанія Nestor відкрила першу кіностудію, фактично розташовану в районі Голлівуд Лос-Анджелеса. Це було в будівлі таверни «Blondeau» на північно-західному розі бульвару Сансет і Гауер-стріт. За таверною був побудований перший знімальний майданчик в Голлівуді. Всі раніше засновані студії розташовувались в інших районах міста. У травні 1912 року компанія об'єдналась з нещодавно заснованою Universal Film Manufacturing Company, після чого бренд Nestor використовувався Universal ще декілька років.